# Meles Zenawi
Cette page contient des caractères éthiopiques. En cas de problème, consultez Aide:Unicode ou testez votre navigateur.
Meles Zenawi Asres (መለስ ዜናዊ አስረስ), né Legesse Zenawi le 8 mai 1955 à Adoua et mort le 20 août 2012 à Woluwe-Saint-Lambert, est un homme d'État éthiopien. Il est Premier ministre du 23 août 1995 à sa mort, membre et dirigeant du Front de libération du peuple du Tigray, parti de la coalition du Front démocratique révolutionnaire du peuple éthiopien.
En 2009 et 2010, il est le porte-parole des pays africains dans le cadre de la Convention-cadre des Nations unies sur les changements climatiques (conférence de Copenhague et conférence de Cancun).

## Biographie
Meles Zenawi est né dans la province de Tigray, alors au sein de l'Empire éthiopien. Il intègre successivement la Queen of Sheba Junior Secondary School puis la General Wingate School à Addis Abeba où il achève son éducation secondaire en 1972. La même année, il devient étudiant à la faculté de médecine à l'université d'Addis-Abeba. Il interrompt ses études deux années plus tard pour rejoindre les rangs du Front de libération du peuple du Tigré (FLPT), un mouvement de guérilla dans le nord du pays opposé au régime du Derg. En 1979, il est élu à la tête du comité de direction du parti puis président du comité exécutif. En 1989, il devient le président du FLPT et du Front démocratique révolutionnaire du peuple éthiopien (FDRPE), une coalition de quatre partis dominée par le mouvement de Meles Zenawi.
Après la chute officielle du régime du Derg le 28 mai 1991, Meles Zenawi devient président du gouvernement de transition jusqu'au 22 août 1995. Il engage son pays dans une phase de réformes : multipartisme, liberté religieuse, élections démocratiques et privatisation de certains secteurs. Sa présidence sera également marquée par la sécession de l'Érythrée après référendum en 1993 et l'adoption d'une nouvelle Constitution en 1994 : l'Éthiopie devient officiellement la république fédérale démocratique d'Éthiopie. Sur le plan administratif, le pays sera découpé, selon des bases ethniques, en différentes régions. 
À la suite des élections de 1995, il devient officiellement Premier ministre le 23 août, réélu en 2000, 2005 et 2010. À partir du 6 juin 2007, il est le président du NEPAD.
Il meurt dans la nuit du 20 au 21 août 2012 aux cliniques universitaires Saint-Luc de Woluwe-Saint-Lambert dans la Région de Bruxelles-Capitale après une hospitalisation d'urgence,.
Une école secondaire a été baptisée en son honneur dans la ville de Beshasha.